# Mistrovství světa ve fotbale 2022 (soupisky)
Soupisky na Mistrovství světa ve fotbale 2022, které se hrálo v Kataru. 
| Zlato                | Stříbro            | Bronz                 |
| -------------------- | ------------------ | --------------------- |
| Argentina • Soupiska | Francie • Soupiska | Chorvatsko • Soupiska |

## Skupina A

### Katar
Hlavní trenér:  Félix Sánchez

| Jméno            | Datum narození     | Klub          |
| Brankáři         | Brankáři           | Brankáři      |
| ---------------- | ------------------ | ------------- |
| Sád Šíb          | 19. února 1990     | Al-Sadd SC    |
| Júsef Hasán      | 24. května 1996    | Al-Gharafa SC |
| Mešál Baršam     | 14. února 1998     | Al-Sadd SC    |
| Obránci          |                    |               |
| Ró-Ró            | 6. srpna 1990      | Al-Sadd SC    |
| Muhammad Wád     | 18. září 1999      | Al-Sadd SC    |
| Tarek Salmán     | 5. prosince 1997   | Al-Sadd SC    |
| Musab Cheder     | 26. září 1993      | Al-Sadd SC    |
| Homám Ahmed      | 25. srpna 1999     | Al-Gharafa SC |
| Bašám Rawí       | 16. prosince 1997  | Al-Duhail SC  |
| Búlem Chúchí     | 7. září 1990       | Al-Sadd SC    |
| Ismail Muhammad  | 5. dubna 1990      | Al-Duhail SC  |
| Záložníci        |                    |               |
| Abdelkarim Hasán | 28. srpna 1993     | Al-Sadd SC    |
| Abdulazíz Hatem  | 28. října 1990     | Al-Rayyan SC  |
| Alí Asádala      | 19. ledna 1993     | Al-Sadd SC    |
| Hasán Hajdoš -   | 11. prosince 1990  | Al-Sadd SC    |
| Karim Búdiaf     | 16. září 1990      | Al-Duhail SC  |
| Sálim Hajrí      | 10. dubna 1996     | Al-Sadd SC    |
| Assím Madibo     | 22. října 1996     | Al-Duhail SC  |
| Najf Hadramí     | 18. července 2001  | Al-Rayyan SC  |
| Džasím Gaber     | 20. února 2002     | Al-Arabi SC   |
| Mustafa Mešál    | 28. března 2001    | Al-Sadd SC    |
| Útočníci         |                    |               |
| Ahmed Aláeldin   | 31. ledna 1993     | Al-Gharafa SC |
| Muhammad Muntarí | 20. prosince 1993  | Al-Duhail SC  |
| Akrám Afíf       | 18. listopadu 1996 | Al-Sadd SC    |
| Chalíd Munír     | 24. února 1998     | Al-Wakrah SC  |
| Almoéz Alí       | 19. srpna 1996     | Al-Duhail SC  |

### Ekvádor
Hlavní trenér:  Gustavo Alfaro

| Jméno               | Datum narození    | Klub                      |
| Brankáři            | Brankáři          | Brankáři                  |
| ------------------- | ----------------- | ------------------------- |
| Hernán Galíndez     | 30. března 1987   | SD Aucas                  |
| Moisés Ramírez      | 9. září 2000      | Independiente del Valle   |
| Alexander Domínguez | 5. června 1987    | LDU Quito                 |
| Obránci             |                   |                           |
| Félix Torres        | 11. ledna 1997    | Santos Laguna             |
| Piero Hincapié      | 9. ledna 2002     | Bayer 04 Leverkusen       |
| Robert Arboleda     | 22. října 1991    | São Paulo FC              |
| Willian Pacho       | 16. října 2001    | Royal Antwerp FC          |
| Pervis Estupiñán    | 21. ledna 1998    | Brighton & Hove Albion FC |
| Xavier Arreaga      | 28. září 1994     | Seattle Sounders FC       |
| Ángelo Preciado     | 18. února 1998    | KRC Genk                  |
| Diego Palacios      | 12. července 1999 | Los Angeles FC            |
| Jackson Porozo      | 4. srpna 2000     | Troyes AC                 |
| Záložníci           |                   |                           |
| José Cifuentes      | 12. března 1999   | Los Angeles FC            |
| Carlos Gruezo       | 19. dubna 1995    | FC Augsburg               |
| Ayrton Preciado     | 17. července 1994 | Santos Laguna             |
| Romario Ibarra      | 24. září 1994     | CF Pachuca                |
| Ángel Mena          | 21. ledna 1988    | Club León                 |
| Jeremy Sarmiento    | 16. června 2002   | Brighton & Hove Albion FC |
| Gonzalo Plata       | 1. listopadu 2000 | Real Valladolid           |
| Sebas Méndez        | 26. dubna 1997    | Los Angeles FC            |
| Alan Franco         | 21. srpna 1998    | Club Atlético Talleres    |
| Moisés Caicedo      | 2. listopadu 2001 | Brighton & Hove Albion FC |
| Útočníci            |                   |                           |
| Michael Estrada     | 7. dubna 1996     | Cruz Azul                 |
| Enner Valencia -    | 4. listopadu 1989 | Fenerbahçe SK             |
| Djorkaeff Reasco    | 18. ledna 1999    | CA Newell's Old Boys      |
| Kevin Rodríguez     | 4. března 2000    | Imbabura SC               |

### Senegal
Hlavní trenér:  Aliou Cissé

| Jméno               | Datum narození     | Klub                   |
| Brankáři            | Brankáři           | Brankáři               |
| ------------------- | ------------------ | ---------------------- |
| Seny Dieng          | 23. listopadu 1994 | Queens Park Rangers FC |
| Édouard Mendy       | 1. března 1992     | Chelsea FC             |
| Alfred Gomis        | 5. září 1993       | Stade Rennais FC       |
| Obránci             |                    |                        |
| Formose Mendy       | 2. ledna 2001      | Amiens SC              |
| Kalidou Koulibaly - | 20. června 1991    | Chelsea FC             |
| Pape Abou Cissé     | 14. září 1995      | Olympiakos Pireus      |
| Cheikhou Kouyaté    | 21. prosince 1989  | Nottingham Forest FC   |
| Moussa N'Diaye      | 18. června 2002    | RSC Anderlecht         |
| Fodé Ballo-Touré    | 3. ledna 1997      | AC Milán               |
| Ismail Jakobs       | 17. srpna 1999     | AS Monaco FC           |
| Youssouf Sabaly     | 5. března 1993     | Real Betis             |
| Abdou Diallo        | 4. května 1996     | RB Leipzig             |
| Moustapha Name      | 5. května 1995     | Pafos FC               |
| Záložníci           |                    |                        |
| Idrissa Gueye       | 26. září 1989      | Everton FC             |
| Nampalys Mendy      | 23. června 1992    | Leicester City FC      |
| Pathé Ciss          | 16. března 1994    | Rayo Vallecano         |
| Krépin Diatta       | 25. února 1999     | AS Monaco FC           |
| Pape Matar Sarr     | 14. září 2002      | Tottenham Hotspur FC   |
| Mamadou Loum        | 30. prosince 1996  | Reading FC             |
| Pape Gueye          | 24. ledna 1999     | Olympique Marseille    |
| Útočníci            |                    |                        |
| Nicolas Jackson     | 20. června 2001    | Villarreal CF          |
| Boulaye Dia         | 16. listopadu 1996 | US Salernitana 1919    |
| Iliman Ndiaye       | 6. března 2000     | Sheffield United FC    |
| Ismaïla Sarr        | 25. února 1998     | Watford FC             |
| Famara Diédhiou     | 15. prosince 1992  | Alanyaspor             |
| Bamba Dieng         | 23. března 2000    | Olympique Marseille    |

### Nizozemsko
Hlavní trenér:  Louis van Gaal

| Jméno             | Datum narození    | Klub                 |
| Brankáři          | Brankáři          | Brankáři             |
| ----------------- | ----------------- | -------------------- |
| Remko Pasveer     | 8. listopadu 1983 | AFC Ajax             |
| Justin Bijlow     | 22. ledna 1998    | Feyenoord            |
| Andries Noppert   | 7. dubna 1994     | SC Heerenveen        |
| Obránci           |                   |                      |
| Jurriën Timber    | 17. června 2001   | AFC Ajax             |
| Matthijs de Ligt  | 12. srpna 1999    | FC Bayern Mnichov    |
| Virgil van Dijk - | 8. července 1991  | Liverpool FC         |
| Nathan Aké        | 18. února 1995    | Manchester City FC   |
| Stefan de Vrij    | 5. února 1992     | FC Inter Milán       |
| Tyrell Malacia    | 17. srpna 1999    | Manchester United FC |
| Daley Blind       | 9. března 1990    | AFC Ajax             |
| Denzel Dumfries   | 18. dubna 1996    | FC Inter Milán       |
| Jeremie Frimpong  | 10. prosince 2000 | Bayer 04 Leverkusen  |
| Záložníci         |                   |                      |
| Steven Berghuis   | 19. prosince 1991 | AFC Ajax             |
| Davy Klaassen     | 21. února 1993    | AFC Ajax             |
| Marten de Roon    | 29. března 1991   | Atalanta BC          |
| Teun Koopmeiners  | 28. února 1998    | Atalanta BC          |
| Frenkie de Jong   | 12. května 1997   | FC Barcelona         |
| Kenneth Taylor    | 16. května 2002   | AFC Ajax             |
| Xavi Simons       | 21. dubna 2003    | PSV Eindhoven        |
| Útočníci          |                   |                      |
| Steven Bergwijn   | 8. října 1997     | AFC Ajax             |
| Cody Gakpo        | 7. května 1999    | PSV Eindhoven        |
| Luuk de Jong      | 27. srpna 1990    | PSV Eindhoven        |
| Memphis Depay     | 13. února 1994    | FC Barcelona         |
| Noa Lang          | 17. června 1999   | Club Brugge KV       |
| Vincent Janssen   | 15. června 1994   | Royal Antwerp FC     |
| Wout Weghorst     | 7. srpna 1992     | Beşiktaş JK          |

## Skupina B

### Anglie
Hlavní trenér:  Gareth Southgate

| Jméno                  | Datum narození     | Klub                 |
| Brankáři               | Brankáři           | Brankáři             |
| ---------------------- | ------------------ | -------------------- |
| Jordan Pickford        | 7. března 1994     | Everton FC           |
| Nick Pope              | 19. dubna 1992     | Newcastle United FC  |
| Aaron Ramsdale         | 14. května 1998    | Arsenal FC           |
| Obránci                |                    |                      |
| Kyle Walker            | 28. května 1990    | Manchester City FC   |
| Luke Shaw              | 12. července 1995  | Manchester United FC |
| John Stones            | 28. května 1994    | Manchester City FC   |
| Harry Maguire          | 5. března 1993     | Manchester United FC |
| Kieran Trippier        | 19. září 1990      | Newcastle United FC  |
| Eric Dier              | 15. ledna 1994     | Tottenham Hotspur FC |
| Conor Coady            | 25. února 1993     | Everton FC           |
| Trent Alexander-Arnold | 7. října 1998      | Liverpool FC         |
| Ben White              | 8. října 1997      | Arsenal FC           |
| Záložníci              |                    |                      |
| Declan Rice            | 14. ledna 1999     | West Ham United FC   |
| Jordan Henderson       | 17. června 1990    | Liverpool FC         |
| Kalvin Phillips        | 2. prosince 1995   | Manchester City FC   |
| Mason Mount            | 10. ledna 1999     | Chelsea FC           |
| Phil Foden             | 28. května 2000    | Manchester City FC   |
| Jude Bellingham        | 29. června 2003    | Borussia Dortmund    |
| James Maddison         | 23. listopadu 1996 | Leicester City FC    |
| Conor Gallagher        | 6. února 2000      | Chelsea FC           |
| Útočníci               |                    |                      |
| Jack Grealish          | 10. září 1995      | Manchester City FC   |
| Harry Kane -           | 28. července 1993  | Tottenham Hotspur FC |
| Raheem Sterling        | 8. prosince 1994   | Chelsea FC           |
| Marcus Rashford        | 31. října 1997     | Manchester United FC |
| Bukayo Saka            | 5. září 2001       | Arsenal FC           |
| Callum Wilson          | 27. února 1992     | Newcastle United FC  |

### Írán
Hlavní trenér:  Carlos Queiroz

| Jméno                | Datum narození    | Klub                |
| Brankáři             | Brankáři          | Brankáři            |
| -------------------- | ----------------- | ------------------- |
| Alírezá Baíranvánd   | 21. září 1992     | Persepolis FC       |
| Pajám Nízmand        | 6. dubna 1995     | Sepahan FC          |
| Amír Abadzáde        | 26. dubna 1993    | SD Ponferradina     |
| Hosejn Hosejní       | 30. června 1992   | Esteghlal FC        |
| Obránci              |                   |                     |
| Sadég Moharamí       | 1. března 1996    | GNK Dinamo Záhřeb   |
| Ehsán Hadžsáfí -     | 25. února 1990    | AEK Athény          |
| Šodžae Chalílzáde    | 14. května 1989   | Al-Ahli             |
| Mílad Mohammadí      | 29. září 1993     | AEK Athény          |
| Mortezá Púralígandží | 19. dubna 1992    | Persepolis FC       |
| Hosejn Kanánizadégan | 23. března 1994   | Al-Ahli             |
| Rúzbe Češmí          | 24. července 1993 | Esteghlal FC        |
| Madžíd Hosejní       | 20. června 1996   | Kayserispor         |
| Rámín Rezajíán       | 21. března 1990   | Sepahan FC          |
| Abolfázl Džalálí     | 26. června 1998   | Esteghlal FC        |
| Záložníci            |                   |                     |
| Sajjed Ezatolahí     | 1. října 1996     | Vejle Boldklub      |
| Alireza Džahanbachš  | 11. srpna 1993    | Feyenoord           |
| Vahíd Amirí          | 2. dubna 1988     | Persepolis FC       |
| Saman Ghoddos        | 6. září 1993      | Brentford FC        |
| Mahdí Torabí         | 10. září 1994     | Persepolis FC       |
| Alí Gholízáde        | 10. března 1996   | R. Charleroi SC     |
| Alí Karimí           | 11. února 1994    | Kayserispor         |
| Ahmád Nourolláhí     | 1. února 1993     | Al-Ahli Dubai       |
| Útočníci             |                   |                     |
| Mahdí Taremí         | 18. července 1992 | FC Porto            |
| Karím Ansárífárd     | 3. dubna 1990     | AC Omonia           |
| Sardár Azmún         | 1. ledna 1995     | Bayer 04 Leverkusen |

### Spojená státy americké
Hlavní trenér:  Gregg Berhalter

| Jméno                  | Datum narození     | Klub                     |
| Brankáři               | Brankáři           | Brankáři                 |
| ---------------------- | ------------------ | ------------------------ |
| Matt Turner            | 24. června 1994    | Arsenal FC               |
| Ethan Horvath          | 9. června 1995     | Luton Town FC            |
| Sean Johnson           | 31. května 1989    | New York City FC         |
| Obránci                |                    |                          |
| Sergiño Dest           | 3. listopadu 2000  | AC Milán                 |
| Walker Zimmerman       | 19. května 1993    | Nashville SC             |
| Antonee Robinson       | 8. srpna 1997      | Fulham FC                |
| Tim Ream               | 5. října 1987      | Fulham FC                |
| Aaron Long             | 12. října 1992     | New York Red Bulls       |
| Shaq Moore             | 2. listopadu 1996  | Nashville SC             |
| Cameron Carter-Vickers | 31. prosince 1997  | Celtic FC                |
| DeAndre Yedlin         | 9. července 1993   | Inter Miami CF           |
| Joe Scally             | 31. prosince 2002  | Borussia Mönchengladbach |
| Záložníci              |                    |                          |
| Tyler Adams -          | 14. února 1999     | Leeds United FC          |
| Yunus Musah            | 29. listopadu 2002 | Valencia CF              |
| Weston McKennie        | 28. srpna 1998     | Juventus FC              |
| Luca de la Torre       | 23. května 1998    | Celta de Vigo            |
| Cristian Roldan        | 3. června 1995     | Seattle Sounders FC      |
| Kellyn Acosta          | 24. července 1995  | Los Angeles FC           |
| Útočníci               |                    |                          |
| Giovanni Reyna         | 13. listopadu 2002 | Borussia Dortmund        |
| Jesús Ferreira         | 24. prosince 2000  | FC Dallas                |
| Christian Pulišić      | 18. září 1998      | Chelsea FC               |
| Brenden Aaronson       | 22. října 2000     | Leeds United FC          |
| Jordan Morris          | 26. října 1994     | Seattle Sounders FC      |
| Haji Wright            | 27. března 1998    | Antalyaspor              |
| Timothy Weah           | 22. února 2000     | Lille OSC                |
| Josh Sargent           | 20. února 2000     | Norwich City FC          |

### Wales
Hlavní trenér:  Rob Page

| Jméno           | Datum narození     | Klub                  |
| Brankáři        | Brankáři           | Brankáři              |
| --------------- | ------------------ | --------------------- |
| Wayne Hennessey | 24. ledna 1987     | Nottingham Forest FC  |
| Danny Ward      | 22. června 1993    | Leicester City FC     |
| Adam Davies     | 17. července 1992  | Sheffield United FC   |
| Obránci         |                    |                       |
| Chris Gunter    | 21. července 1989  | AFC Wimbledon         |
| Neco Williams   | 13. dubna 2001     | Nottingham Forest FC  |
| Ben Davies      | 24. dubna 1993     | Tottenham Hotspur FC  |
| Chris Mepham    | 5. listopadu 1997  | AFC Bournemouth       |
| Joe Rodon       | 22. října 1997     | Stade Rennais FC      |
| Connor Roberts  | 23. září 1995      | Burnley FC            |
| Ethan Ampadu    | 14. září 2000      | Spezia Calcio         |
| Tom Lockyer     | 3. prosince 1994   | Luton Town FC         |
| Ben Cabango     | 30. května 2000    | Swansea City AFC      |
| Záložníci       |                    |                       |
| Joe Allen       | 14. března 1990    | Swansea City AFC      |
| Harry Wilson    | 22. března 1997    | Fulham FC             |
| Aaron Ramsey    | 26. prosince 1990  | OGC Nice              |
| Joe Morrell     | 3. ledna 1997      | Portsmouth FC         |
| Jonny Williams  | 9. října 1993      | Swindon Town FC       |
| Sorba Thomas    | 25. ledna 1999     | Huddersfield Town AFC |
| Dylan Levitt    | 17. listopadu 2000 | Dundee United FC      |
| Rubin Colwill   | 27. dubna 2002     | Cardiff City FC       |
| Matthew Smith   | 22. listopadu 1999 | Milton Keynes Dons FC |
| Útočníci        |                    |                       |
| Brennan Johnson | 23. května 2001    | Nottingham Forest FC  |
| Gareth Bale -   | 16. července 1989  | Los Angeles FC        |
| Kieffer Moore   | 8. srpna 1992      | AFC Bournemouth       |
| Mark Harris     | 29. prosince 1998  | Cardiff City FC       |
| Daniel James    | 10. listopadu 1997 | Fulham FC             |

## Skupina C

### Argentina
Hlavní trenér:  Lionel Scaloni

| Jméno               | Datum narození     | Klub                      |
| Brankáři            | Brankáři           | Brankáři                  |
| ------------------- | ------------------ | ------------------------- |
| Franco Armani       | 16. října 1986     | CA River Plate            |
| Gerónimo Rulli      | 20. května 1992    | Villarreal CF             |
| Emiliano Martínez   | 2. září 1992       | Aston Villa FC            |
| Obránci             |                    |                           |
| Juan Foyth          | 12. ledna 1998     | Villarreal CF             |
| Nicolás Tagliafico  | 31. srpna 1992     | Olympique Lyon            |
| Gonzalo Montiel     | 1. ledna 1997      | Sevilla FC                |
| Germán Pezzella     | 27. června 1991    | Real Betis                |
| Marcos Acuña        | 28. října 1991     | Sevilla FC                |
| Cristian Romero     | 27. dubna 1998     | Tottenham Hotspur FC      |
| Nicolás Otamendi    | 12. února 1988     | Benfica Lisabon           |
| Lisandro Martínez   | 18. ledna 1998     | Manchester United FC      |
| Nahuel Molina       | 6. dubna 1998      | Atlético Madrid           |
| Záložníci           |                    |                           |
| Leandro Paredes     | 29. června 1994    | Juventus FC               |
| Rodrigo De Paul     | 24. května 1994    | Atlético Madrid           |
| Exequiel Palacios   | 5. října 1998      | Bayer 04 Leverkusen       |
| Thiago Almada       | 26. dubna 2001     | Atlanta United FC         |
| Papu Gómez          | 15. února 1988     | Sevilla FC                |
| Guido Rodríguez     | 12. dubna 1994     | Real Betis                |
| Alexis Mac Allister | 24. prosince 1998  | Brighton & Hove Albion FC |
| Enzo Fernández      | 17. ledna 2001     | Benfica Lisabon           |
| Útočníci            |                    |                           |
| Julián Álvarez      | 31. ledna 2000     | Manchester City FC        |
| Lionel Messi -      | 24. června 1987    | Paris Saint-Germain FC    |
| Ángel Di María      | 14. února 1988     | Juventus FC               |
| Ángel Correa        | 9. března 1995     | Atlético Madrid           |
| Paulo Dybala        | 15. listopadu 1993 | AS Řím                    |
| Lautaro Martínez    | 22. srpna 1997     | FC Inter Milán            |

### Saúdská Arábie
Hlavní trenér:  Hervé Renard

| Jméno            | Datum narození     | Klub          |
| Brankáři         | Brankáři           | Brankáři      |
| ---------------- | ------------------ | ------------- |
| Muhammad Rubáje  | 14. srpna 1997     | Al Ahli       |
| Muhammad Uvaís   | 10. října 1991     | Al Hilal FC   |
| Naváf Aqídí      | 10. května 2000    | Al-Nassr FC   |
| Obránci          |                    |               |
| Sultán Ganám     | 6. května 1994     | Al-Nassr FC   |
| Abduláh Madú     | 15. července 1993  | Al-Nassr FC   |
| Abduleláh Amrí   | 15. ledna 1997     | Al-Nassr FC   |
| Alí Buláihí      | 21. listopadu 1989 | Al Hilal FC   |
| Muhammad Braík   | 15. září 1992      | Al Hilal FC   |
| Saúd Abdulhamíd  | 18. července 1999  | Al Hilal FC   |
| Jásir Šahrání    | 25. května 1992    | Al Hilal FC   |
| Hasán Tambaktí   | 9. února 1999      | Aš-Šabab FC   |
| Záložníci        |                    |               |
| Salmán Faradž -  | 1. srpna 1989      | Al Hilal FC   |
| Abduleláh Malkí  | 11. října 1994     | Al Hilal FC   |
| Abdaláh Utajf    | 3. srpna 1992      | Al Hilal FC   |
| Alí Hasán        | 4. března 1997     | Al-Nassr FC   |
| Samí Nadžáí      | 7. února 1997      | Al-Nassr FC   |
| Nawaf Al-Abed    | 26. ledna 1990     | Aš-Šabab FC   |
| Muhammad Kanú    | 22. září 1994      | Al Hilal FC   |
| Násir Davsárí    | 19. prosince 1998  | Al Hilal FC   |
| Rijád Šarahilí   | 28. dubna 1993     | Abha FC       |
| Útočníci         |                    |               |
| Fíras Burajkán   | 14. května 2000    | Al Fateh SC   |
| Sálim Davsárí    | 19. srpna 1991     | Al Hilal FC   |
| Sálih Šahrí      | 1. listopadu 1993  | Al Hilal FC   |
| Hatán Bahabrí    | 16. července 1992  | Aš-Šabab FC   |
| Abdulrahmán Abúd | 1. června 1995     | Al Ittihad FC |
| Hajtám Asírí     | 25. března 2001    | Al Ahli       |

### Mexiko
Hlavní trenér:  Gerardo Martino

| Jméno                    | Datum narození     | Klub                       |
| Brankáři                 | Brankáři           | Brankáři                   |
| ------------------------ | ------------------ | -------------------------- |
| Alfredo Talavera         | 18. září 1982      | FC Juárez                  |
| Rodolfo Cota             | 3. července 1987   | Club León                  |
| Guillermo Ochoa          | 13. července 1985  | Club América               |
| Obránci                  |                    |                            |
| Néstor Araujo            | 29. srpna 1991     | Club América               |
| César Montes             | 24. února 1997     | CF Monterrey               |
| Edson Álvarez            | 24. října 1997     | AFC Ajax                   |
| Johan Vásquez            | 22. října 1998     | US Cremonese               |
| Gerardo Arteaga          | 7. září 1998       | KRC Genk                   |
| Héctor Moreno            | 17. ledna 1988     | CF Monterrey               |
| Jorge Sánchez            | 10. prosince 1997  | AFC Ajax                   |
| Jesús Gallardo           | 15. srpna 1994     | CF Monterrey               |
| Kevin Álvarez            | 15. ledna 1999     | CF Pachuca                 |
| Záložníci                |                    |                            |
| Luis Romo                | 5. června 1995     | CF Monterrey               |
| Carlos Alberto Rodríguez | 3. ledna 1997      | Cruz Azul                  |
| Érick Gutiérrez          | 15. června 1995    | PSV Eindhoven              |
| Héctor Herrera           | 19. dubna 1990     | Houston Dynamo FC          |
| Andrés Guardado -        | 28. září 1986      | Real Betis                 |
| Luis Chávez              | 15. ledna 1996     | CF Pachuca                 |
| Útočníci                 |                    |                            |
| Raúl Jiménez             | 5. května 1991     | Wolverhampton Wanderers FC |
| Alexis Vega              | 25. listopadu 1997 | CD Guadalajara             |
| Rogelio Funes Mori       | 5. března 1991     | CF Monterrey               |
| Orbelín Pineda           | 24. března 1996    | AEK Athény                 |
| Henry Martín             | 18. listopadu 1992 | Club América               |
| Uriel Antuna             | 21. srpna 1997     | Cruz Azul                  |
| Hirving Lozano           | 30. července 1995  | SSC Neapol                 |
| Roberto Alvarado         | 7. září 1998       | CD Guadalajara             |

### Polsko
Hlavní trenér:  Czesław Michniewicz

| Jméno                 | Datum narození    | Klub                |
| Brankáři              | Brankáři          | Brankáři            |
| --------------------- | ----------------- | ------------------- |
| Wojciech Szczęsny     | 18. dubna 1990    | Juventus FC         |
| Łukasz Skorupski      | 5. května 1991    | Bologna FC 1909     |
| Kamil Grabara         | 8. ledna 1999     | FC Kodaň            |
| Obránci               |                   |                     |
| Matty Cash            | 7. srpna 1997     | Aston Villa FC      |
| Artur Jędrzejczyk     | 4. listopadu 1987 | Legia Warszawa      |
| Mateusz Wieteska      | 11. února 1997    | Clermont Foot       |
| Jan Bednarek          | 12. dubna 1996    | Aston Villa FC      |
| Jakub Kiwior          | 15. února 2000    | Spezia Calcio       |
| Kamil Glik            | 3. února 1988     | Benevento Calcio    |
| Bartosz Bereszyński   | 12. července 1992 | UC Sampdoria        |
| Robert Gumny          | 4. června 1998    | FC Augsburg         |
| Záložníci             |                   |                     |
| Krystian Bielik       | 4. ledna 1998     | Birmingham City FC  |
| Damian Szymański      | 16. června 1995   | AEK Athény          |
| Grzegorz Krychowiak   | 29. ledna 1990    | Aš-Šabab FC         |
| Kamil Grosicki        | 8. června 1988    | Pogoń Szczecin      |
| Jakub Kamiński        | 5. června 2002    | VfL Wolfsburg       |
| Szymon Żurkowski      | 25. září 1997     | ACF Fiorentina      |
| Sebastian Szymański   | 10. května 1999   | Feyenoord           |
| Piotr Zieliński       | 20. května 1994   | SSC Neapol          |
| Nicola Zalewski       | 23. ledna 2002    | AS Řím              |
| Przemysław Frankowski | 12. dubna 1995    | RC Lens             |
| Michał Skóraś         | 15. února 2000    | Lech Poznań         |
| Útočníci              |                   |                     |
| Arkadiusz Milik       | 28. února 1994    | Juventus FC         |
| Robert Lewandowski -  | 21. srpna 1988    | FC Barcelona        |
| Karol Świderski       | 23. ledna 1997    | Charlotte FC        |
| Krzysztof Piątek      | 1. července 1995  | US Salernitana 1919 |

## Skupina D

### Francie
Hlavní trenér:  Didier Deschamps

| Jméno               | Datum narození     | Klub                     |
| Brankáři            | Brankáři           | Brankáři                 |
| ------------------- | ------------------ | ------------------------ |
| Hugo Lloris -       | 26. prosince 1986  | Tottenham Hotspur FC     |
| Steve Mandanda      | 28. března 1985    | Stade Rennais FC         |
| Alphonse Areola     | 27. února 1993     | West Ham United FC       |
| Obránci             |                    |                          |
| Benjamin Pavard     | 28. března 1996    | FC Bayern Mnichov        |
| Axel Disasi         | 11. března 1998    | AS Monaco FC             |
| Raphaël Varane      | 25. dubna 1993     | Manchester United FC     |
| Jules Koundé        | 12. listopadu 1998 | FC Barcelona             |
| William Saliba      | 24. března 2001    | Arsenal FC               |
| Dayot Upamecano     | 27. října 1998     | FC Bayern Mnichov        |
| Lucas Hernández     | 14. února 1996     | FC Bayern Mnichov        |
| Theo Hernández      | 6. října 1997      | AC Milán                 |
| Ibrahima Konaté     | 25. května 1999    | Liverpool FC             |
| Záložníci           |                    |                          |
| Matteo Guendouzi    | 14. dubna 1999     | Olympique Marseille      |
| Aurélien Tchouaméni | 27. ledna 2000     | Real Madrid              |
| Youssouf Fofana     | 10. ledna 1999     | AS Monaco FC             |
| Adrien Rabiot       | 3. dubna 1995      | Juventus FC              |
| Jordan Veretout     | 1. března 1993     | Olympique Marseille      |
| Eduardo Camavinga   | 10. listopadu 2002 | Real Madrid              |
| Útočníci            |                    |                          |
| Antoine Griezmann   | 21. března 1991    | Atlético Madrid          |
| Olivier Giroud      | 30. září 1986      | AC Milán                 |
| Kylian Mbappé       | 20. prosince 1998  | Paris Saint-Germain FC   |
| Ousmane Dembélé     | 15. května 1997    | FC Barcelona             |
| Randal Kolo Muani   | 5. prosince 1998   | Eintracht Frankfurt      |
| Karim Benzema       | 19. prosince 1987  | Real Madrid              |
| Kingsley Coman      | 13. června 1996    | FC Bayern Mnichov        |
| Marcus Thuram       | 6. srpna 1997      | Borussia Mönchengladbach |

### Austrálie
Hlavní trenér:  Graham Arnold

| Jméno              | Datum narození    | Klub                      |
| Brankáři           | Brankáři          | Brankáři                  |
| ------------------ | ----------------- | ------------------------- |
| Mathew Ryan -      | 8. dubna 1992     | FC Kodaň                  |
| Andrew Redmayne    | 13. ledna 1989    | Sydney FC                 |
| Danny Vukovic      | 27. března 1985   | Central Coast Mariners FC |
| Obránci            |                   |                           |
| Miloš Degenek      | 28. dubna 1994    | Columbus Crew SC          |
| Nathaniel Atkinson | 13. června 1999   | Heart of Midlothian FC    |
| Kye Rowles         | 24. června 1998   | Heart of Midlothian FC    |
| Fran Karačić       | 12. května 1996   | Brescia Calcio            |
| Bailey Wright      | 28. července 1992 | Sunderland AFC            |
| Aziz Behich        | 16. prosince 1990 | Dundee United FC          |
| Harry Souttar      | 22. října 1998    | Stoke City FC             |
| Thomas Deng        | 20. března 1997   | Albirex Niigata           |
| Joel King          | 30. října 2000    | Odense BK                 |
| Záložníci          |                   |                           |
| Ajdin Hrustic      | 5. července 1996  | Hellas Verona FC          |
| Aaron Mooy         | 15. září 1990     | Celtic FC                 |
| Riley McGree       | 2. listopadu 1998 | Middlesbrough FC          |
| Cameron Devlin     | 7. června 1998    | Heart of Midlothian FC    |
| Jackson Irvine     | 7. března 1993    | FC St. Pauli              |
| Keanu Baccus       | 7. června 1998    | St. Mirren FC             |
| Útočníci           |                   |                           |
| Marco Tilio        | 23. srpna 2001    | Melbourne City FC         |
| Mathew Leckie      | 4. února 1991     | Melbourne City FC         |
| Jamie Maclaren     | 29. července 1993 | Melbourne City FC         |
| Awer Mabil         | 15. září 1995     | Cádiz CF                  |
| Mitchell Duke      | 18. ledna 1991    | Fagiano Okajama           |
| Garang Kuol        | 15. září 2004     | Central Coast Mariners FC |
| Craig Goodwin      | 16. prosince 1991 | Adelaide United FC        |
| Jason Cummings     | 1. srpna 1995     | Central Coast Mariners FC |

### Dánsko
Hlavní trenér:  Kasper Hjulmand

| Jméno                 | Datum narození    | Klub                 |
| Brankáři              | Brankáři          | Brankáři             |
| --------------------- | ----------------- | -------------------- |
| Kasper Schmeichel     | 5. listopadu 1986 | OGC Nice             |
| Oliver Christensen    | 22. března 1999   | Hertha BSC           |
| Frederik Rønnow       | 4. srpna 1992     | 1. FC Union Berlín   |
| Obránci               |                   |                      |
| Joachim Andersen      | 31. května 1996   | Crystal Palace FC    |
| Victor Nelsson        | 14. října 1998    | Galatasaray SK       |
| Simon Kjær -          | 26. března 1989   | AC Milán             |
| Joakim Mæhle          | 20. května 1997   | Atalanta BC          |
| Andreas Christensen   | 10. dubna 1996    | FC Barcelona         |
| Rasmus Kristensen     | 11. července 1997 | Leeds United FC      |
| Jens Stryger Larsen   | 21. února 1991    | Trabzonspor          |
| Daniel Wass           | 31. května 1989   | Brøndby IF           |
| Alexander Bah         | 9. prosince 1997  | Benfica Lisabon      |
| Záložníci             |                   |                      |
| Mathias Jensen        | 1. ledna 1996     | Brentford FC         |
| Thomas Delaney        | 3. září 1991      | Sevilla FC           |
| Christian Eriksen     | 14. února 1992    | Manchester United FC |
| Andreas Skov Olsen    | 29. prosince 1999 | Club Brugge KV       |
| Mikkel Damsgaard      | 3. července 2000  | Brentford FC         |
| Christian Nørgaard    | 10. března 1994   | Brentford FC         |
| Pierre-Emile Højbjerg | 5. srpna 1995     | Tottenham Hotspur FC |
| Robert Skov           | 20. května 1996   | TSG 1899 Hoffenheim  |
| Jesper Lindstrøm      | 29. února 2000    | Eintracht Frankfurt  |
| Útočníci              |                   |                      |
| Martin Braithwaite    | 5. června 1991    | RCD Espanyol         |
| Kasper Dolberg        | 6. října 1997     | Sevilla FC           |
| Jonas Wind            | 7. února 1999     | VfL Wolfsburg        |
| Yussuf Poulsen        | 15. června 1994   | RB Leipzig           |
| Andreas Cornelius     | 16. března 1993   | FC Kodaň             |

### Tunisko
Hlavní trenér:  Džalel Kadrí

| Jméno                    | Datum narození     | Klub                        |
| Brankáři                 | Brankáři           | Brankáři                    |
| ------------------------ | ------------------ | --------------------------- |
| Ajmán Maslúsí            | 14. září 1984      | Étoile Sportive du Sahel    |
| Ajmán Dámen              | 28. ledna 1997     | CS Sfaxien                  |
| Bešír bin Saíd           | 29. listopadu 1992 | US Monastir                 |
| Muizz Hasán              | 5. března 1995     | Club Africain               |
| Obránci                  |                    |                             |
| Bílel Ífa                | 9. března 1990     | Kuwait SC                   |
| Montassár Talbí          | 26. května 1998    | FC Lorient                  |
| Jasín Maríá              | 2. července 1993   | Espérance Sportive de Tunis |
| Dylan Bronn              | 19. června 1995    | US Salernitana 1919         |
| Alí Maalúl               | 1. ledna 1990      | Al-Ahly SC                  |
| Muhammad Dräger          | 25. června 1996    | FC Luzern                   |
| Vajdí Kechrída           | 5. listopadu 1995  | Atromitos Athény            |
| Alí Abdí                 | 20. prosince 1993  | SM Caen                     |
| Záložníci                |                    |                             |
| Nádir Gandrí             | 18. února 1995     | Club Africain               |
| Hannibal Mejbrí          | 21. ledna 2003     | Birmingham City FC          |
| Fardžaní Sasí            | 18. března 1992    | Al-Duhail SC                |
| Ajsá Lajdúní             | 13. prosince 1996  | Ferencvárosi TC             |
| Muhammad Alí bin Romdáne | 6. září 1999       | Espérance Sportive de Tunis |
| Alljís Schirí            | 10. května 1995    | 1. FC Köln                  |
| Ghailín Čaalalí          | 28. února 1994     | Espérance Sportive de Tunis |
| Útočníci                 |                    |                             |
| Júsef Msakní -           | 28. října 1990     | Al-Arabi SC                 |
| Esám Jebalí              | 25. prosince 1991  | Odense BK                   |
| Vahbí Chazrí             | 8. února 1991      | Montpellier HSC             |
| Tahá Jasín Chenísí       | 6. ledna 1992      | Kuwait SC                   |
| Seifedin Džazírí         | 12. února 1993     | Zamalek SC                  |
| Najím Slití              | 27. července 1992  | Al Ettifaq FC               |
| Anís bin Slímane         | 16. března 2001    | Brøndby IF                  |

## Skupina E

### Španělsko
Hlavní trenér:  Luis Enrique

| Jméno             | Datum narození     | Klub                      |
| Brankáři          | Brankáři           | Brankáři                  |
| ----------------- | ------------------ | ------------------------- |
| Robert Sánchez    | 18. listopadu 1997 | Brighton & Hove Albion FC |
| David Raya        | 15. září 1995      | Brentford FC              |
| Unai Simón        | 11. června 1997    | Athletic Bilbao           |
| Obránci           |                    |                           |
| César Azpilicueta | 28. srpna 1989     | Chelsea FC                |
| Eric García       | 9. ledna 2001      | FC Barcelona              |
| Pau Torres        | 16. ledna 1997     | Villarreal CF             |
| Alejandro Balde   | 18. října 2003     | FC Barcelona              |
| Hugo Guillamón    | 31. ledna 2000     | Valencia CF               |
| Jordi Alba        | 21. března 1989    | FC Barcelona              |
| Dani Carvajal     | 11. ledna 1992     | Real Madrid               |
| Aymeric Laporte   | 27. května 1994    | Manchester City FC        |
| Záložníci         |                    |                           |
| Sergio Busquets - | 16. července 1988  | FC Barcelona              |
| Marcos Llorente   | 30. ledna 1995     | Atlético Madrid           |
| Koke              | 8. ledna 1992      | Atlético Madrid           |
| Gavi              | 5. srpna 2004      | FC Barcelona              |
| Rodri             | 22. června 1996    | Manchester City FC        |
| Carlos Soler      | 2. ledna 1997      | Paris Saint-Germain FC    |
| Pedri             | 25. listopadu 2002 | FC Barcelona              |
| Útočníci          |                    |                           |
| Álvaro Morata     | 23. října 1992     | Atlético Madrid           |
| Marco Asensio     | 21. ledna 1996     | Real Madrid               |
| Ferran Torres     | 29. února 2000     | FC Barcelona              |
| Nico Williams     | 12. července 2002  | Athletic Bilbao           |
| Yéremy Pino       | 20. října 2002     | Villarreal CF             |
| Dani Olmo         | 7. května 1998     | RB Leipzig                |
| Pablo Sarabia     | 11. května 1992    | Paris Saint-Germain FC    |
| Ansu Fati         | 31. října 2002     | FC Barcelona              |

### Kostarika
Hlavní trenér:  Luis Fernando Suárez

| Jméno             | Datum narození     | Klub                   |
| Brankáři          | Brankáři           | Brankáři               |
| ----------------- | ------------------ | ---------------------- |
| Keylor Navas      | 15. prosince 1986  | Paris Saint-Germain FC |
| Esteban Alvarado  | 28. dubna 1989     | CS Herediano           |
| Patrick Sequeira  | 1. března 1999     | CD Lugo                |
| Obránci           |                    |                        |
| Juan Pablo Vargas | 6. června 1995     | Millonarios FC         |
| Keysher Fuller    | 12. července 1994  | CS Herediano           |
| Óscar Duarte      | 3. června 1989     | Al Wehda               |
| Bryan Oviedo      | 18. února 1990     | Real Salt Lake         |
| Francisco Calvo   | 8. července 1992   | Konyaspor              |
| Carlos Martínez   | 30. března 1999    | AD San Carlos          |
| Kendall Waston    | 1. ledna 1988      | Deportivo Saprissa     |
| Rónald Matarrita  | 9. července 1994   | FC Cincinnati          |
| Záložníci         |                    |                        |
| Daniel Chacón     | 11. dubna 2001     | CS Cartaginés          |
| Celso Borges      | 27. května 1988    | LD Alajuelense         |
| Jewison Bennette  | 15. června 2004    | Sunderland AFC         |
| Bryan Ruiz -      | 18. srpna 1985     | LD Alajuelense         |
| Gerson Torres     | 28. srpna 1997     | CS Herediano           |
| Youstin Salas     | 17. června 1996    | Deportivo Saprissa     |
| Yeltsin Tejeda    | 17. března 1992    | CS Herediano           |
| Brandon Aguilera  | 28. června 2003    | AD Guanacasteca        |
| Douglas López     | 21. září 1998      | CS Herediano           |
| Roan Wilson       | 1. května 2002     | Municipal Grecia       |
| Anthony Hernández | 11. října 2001     | Puntarenas FC          |
| Álvaro Zamora     | 9. března 2002     | Deportivo Saprissa     |
| Útočníci          |                    |                        |
| Anthony Contreras | 29. ledna 2000     | CS Herediano           |
| Johan Venegas     | 27. listopadu 1988 | LD Alajuelense         |
| Joel Campbell     | 26. června 1992    | Club León              |

### Německo
Hlavní trenér:  Hans-Dieter Flick

| Jméno                 | Datum narození     | Klub                     |
| Brankáři              | Brankáři           | Brankáři                 |
| --------------------- | ------------------ | ------------------------ |
| Manuel Neuer -        | 27. března 1986    | FC Bayern Mnichov        |
| Kevin Trapp           | 8. července 1990   | Eintracht Frankfurt      |
| Marc-André ter Stegen | 30. dubna 1992     | FC Barcelona             |
| Obránci               |                    |                          |
| Antonio Rüdiger       | 3. března 1993     | Real Madrid              |
| David Raum            | 22. dubna 1998     | RB Leipzig               |
| Matthias Ginter       | 19. ledna 1994     | SC Freiburg              |
| Thilo Kehrer          | 21. září 1996      | West Ham United FC       |
| Niklas Süle           | 3. září 1995       | Borussia Dortmund        |
| Lukas Klostermann     | 3. června 1996     | RB Leipzig               |
| Christian Günter      | 28. února 1993     | SC Freiburg              |
| Nico Schlotterbeck    | 1. prosince 1999   | Borussia Dortmund        |
| Armel Bella-Kotchap   | 11. prosince 2001  | Southampton FC           |
| Záložníci             |                    |                          |
| Joshua Kimmich        | 8. února 1995      | FC Bayern Mnichov        |
| Leon Goretzka         | 6. února 1995      | FC Bayern Mnichov        |
| Mario Götze           | 3. června 1992     | Eintracht Frankfurt      |
| Thomas Müller         | 13. září 1989      | FC Bayern Mnichov        |
| Jamal Musiala         | 26. února 2003     | FC Bayern Mnichov        |
| Julian Brandt         | 2. května 1996     | Borussia Dortmund        |
| Jonas Hofmann         | 14. července 1992  | Borussia Mönchengladbach |
| Leroy Sané            | 11. ledna 1996     | FC Bayern Mnichov        |
| İlkay Gündoğan        | 24. října 1990     | Manchester City FC       |
| Útočníci              |                    |                          |
| Kai Havertz           | 11. června 1999    | Chelsea FC               |
| Niclas Füllkrug       | 9. února 1993      | Werder Brémy             |
| Serge Gnabry          | 14. července 1995  | FC Bayern Mnichov        |
| Karim Adeyemi         | 18. ledna 2002     | Borussia Dortmund        |
| Youssoufa Moukoko     | 20. listopadu 2004 | Borussia Dortmund        |

### Japonsko
Hlavní trenér:  Hadžime Morijasu

| Jméno             | Datum narození     | Klub                      |
| Brankáři          | Brankáři           | Brankáři                  |
| ----------------- | ------------------ | ------------------------- |
| Eidži Kawašima    | 20. března 1983    | RC Strasbourg Alsace      |
| Šúiči Gonda       | 3. března 1989     | Šimizu S-Pulse            |
| Daniel Schmidt    | 3. února 1992      | K. Sint-Truidense VV      |
| Obránci           |                    |                           |
| Miki Jamane       | 22. prosince 1993  | Kawasaki Frontale         |
| Šógo Taniguči     | 15. července 1991  | Kawasaki Frontale         |
| Ko Itakura        | 27. ledna 1997     | Borussia Mönchengladbach  |
| Júto Nagatomo     | 12. září 1986      | FC Tokio                  |
| Takehiro Tomijasu | 5. listopadu 1998  | Arsenal FC                |
| Hiroki Sakai      | 12. dubna 1990     | Urawa Red Diamonds        |
| Maja Jošida -     | 24. srpna 1988     | FC Schalke 04             |
| Hiroki Itó        | 12. května 1999    | VfB Stuttgart             |
| Záložníci         |                    |                           |
| Wataru Endó       | 9. února 1993      | VfB Stuttgart             |
| Gaku Šibasaki     | 28. května 1992    | CD Leganés                |
| Ricu Dóan         | 16. června 1998    | SC Freiburg               |
| Kaoru Mitoma      | 20. května 1997    | Brighton & Hove Albion FC |
| Takumi Minamino   | 16. ledna 1995     | AS Monaco FC              |
| Takefusa Kubo     | 4. června 2001     | Real Sociedad             |
| Hidemasa Morita   | 10. května 1995    | Sporting CP               |
| Džunja Itó        | 9. března 1993     | Stade Reims               |
| Daiči Kamada      | 5. srpna 1996      | Eintracht Frankfurt       |
| Ao Tanaka         | 10. září 1998      | Fortuna Düsseldorf        |
| Júki Sóma         | 25. února 1997     | Nagoja Grampus            |
| Útočníci          |                    |                           |
| Takuma Asano      | 10. listopadu 1994 | VfL Bochum                |
| Šutó Mačino       | 30. září 1999      | Šónan Bellmare            |
| Ajase Ueda        | 28. srpna 1998     | Cercle Brugge KSV         |
| Daizen Maeda      | 20. října 1997     | Celtic FC                 |

## Skupina F

### Belgie
Hlavní trenér:  Roberto Martínez

| Jméno                | Datum narození   | Klub                      |
| Brankáři             | Brankáři         | Brankáři                  |
| -------------------- | ---------------- | ------------------------- |
| Thibaut Courtois     | 11. května 1992  | Real Madrid               |
| Simon Mignolet       | 6. března 1988   | Club Brugge KV            |
| Koen Casteels        | 25. června 1992  | VfL Wolfsburg             |
| Obránci              |                  |                           |
| Toby Alderweireld    | 2. března 1989   | Royal Antwerp FC          |
| Arthur Theate        | 25. května 2000  | Stade Rennais FC          |
| Wout Faes            | 3. dubna 1998    | Leicester City FC         |
| Jan Vertonghen       | 24. dubna 1987   | RSC Anderlecht            |
| Leander Dendoncker   | 15. dubna 1995   | Aston Villa FC            |
| Zeno Debast          | 24. října 2003   | RSC Anderlecht            |
| Záložníci            |                  |                           |
| Axel Witsel          | 12. ledna 1989   | Atlético Madrid           |
| Kevin De Bruyne      | 28. června 1991  | Manchester City FC        |
| Youri Tielemans      | 7. května 1997   | Leicester City FC         |
| Thomas Meunier       | 12. září 1991    | Borussia Dortmund         |
| Thorgan Hazard       | 29. března 1993  | Borussia Dortmund         |
| Amadou Onana         | 16. srpna 2001   | Everton FC                |
| Hans Vanaken         | 24. srpna 1992   | Club Brugge KV            |
| Timothy Castagne     | 5. prosince 1995 | Leicester City FC         |
| Útočníci             |                  |                           |
| Romelu Lukaku        | 13. května 1993  | FC Inter Milán            |
| Eden Hazard -        | 7. ledna 1991    | Real Madrid               |
| Yannick Carrasco     | 4. září 1993     | Atlético Madrid           |
| Dries Mertens        | 6. května 1987   | Galatasaray SK            |
| Leandro Trossard     | 4. prosince 1994 | Brighton & Hove Albion FC |
| Charles De Ketelaere | 10. března 2001  | AC Milán                  |
| Michy Batshuayi      | 2. října 1993    | Fenerbahçe SK             |
| Loïs Openda          | 16. února 2000   | RC Lens                   |
| Jérémy Doku          | 27. května 2002  | Stade Rennais FC          |

### Kanada
Hlavní trenér:  John Herdman

| Jméno              | Datum narození     | Klub                   |
| Brankáři           | Brankáři           | Brankáři               |
| ------------------ | ------------------ | ---------------------- |
| Dayne St. Clair    | 9. května 1997     | Minnesota United FC    |
| James Pantemis     | 21. února 1997     | Club de Foot Montréal  |
| Milan Borjan       | 23. října 1987     | FK Crvena zvezda       |
| Obránci            |                    |                        |
| Alistair Johnston  | 8. října 1998      | Club de Foot Montréal  |
| Sam Adekugbe       | 16. ledna 1995     | Hatayspor              |
| Kamal Miller       | 16. května 1997    | Club de Foot Montréal  |
| Steven Vitória     | 11. ledna 1987     | GD Chaves              |
| Richie Laryea      | 7. ledna 1995      | Toronto FC             |
| Derek Cornelius    | 25. listopadu 1997 | PAE Panaitolikos       |
| Joel Waterman      | 24. ledna 1996     | Club de Foot Montréal  |
| Záložníci          |                    |                        |
| Samuel Piette      | 12. listopadu 1994 | Club de Foot Montréal  |
| Stephen Eustáquio  | 21. prosince 1996  | FC Porto               |
| Liam Fraser        | 13. února 1998     | KMSK Deinze            |
| Junior Hoilett     | 5. června 1990     | Reading FC             |
| Atiba Hutchinson - | 8. února 1983      | Beşiktaş JK            |
| Mark-Anthony Kaye  | 2. prosince 1994   | Toronto FC             |
| Ismaël Koné        | 16. června 2002    | Club de Foot Montréal  |
| Jonathan Osorio    | 12. června 1992    | Toronto FC             |
| Liam Millar        | 27. září 1999      | FC Basilej             |
| David Wotherspoon  | 16. ledna 1990     | St. Johnstone FC       |
| Útočníci           |                    |                        |
| Lucas Cavallini    | 28. prosince 1992  | Vancouver Whitecaps FC |
| Tajon Buchanan     | 8. února 1999      | Club Brugge KV         |
| Iké Ugbo           | 21. září 1998      | Troyes AC              |
| Cyle Larin         | 17. dubna 1995     | Club Brugge KV         |
| Alphonso Davies    | 2. listopadu 2000  | FC Bayern Mnichov      |
| Jonathan David     | 14. ledna 2000     | Lille OSC              |

### Maroko
Hlavní trenér:  Valíd Radžradžuíh

| Jméno                | Datum narození     | Klub                   |
| Brankáři             | Brankáři           | Brankáři               |
| -------------------- | ------------------ | ---------------------- |
| Jasín Bunú           | 5. dubna 1991      | Sevilla FC             |
| Munír Muhamadí       | 10. května 1989    | Al Wehda               |
| Ahmad Rizá Tadžnautí | 5. dubna 1996      | Wydad Casablanca       |
| Obránci              |                    |                        |
| Ašraf Hakimí         | 4. listopadu 1998  | Paris Saint-Germain FC |
| Nussajír Mazráví     | 14. listopadu 1997 | FC Bayern Mnichov      |
| Nayef Aguerd         | 30. března 1996    | West Ham United FC     |
| Romain Saïss -       | 26. března 1990    | Beşiktaş JK            |
| Džavád Jamík         | 29. února 1992     | Real Valladolid        |
| Ašraf Darí           | 6. května 1999     | Stade Brestois         |
| Badr Banún           | 30. září 1993      | SC Katar               |
| Jahjá Attíat Allá    | 2. března 1995     | Wydad Casablanca       |
| Záložníci            |                    |                        |
| Sufján Amrabat       | 21. srpna 1996     | ACF Fiorentina         |
| Hakim Zijach         | 19. března 1993    | Chelsea FC             |
| Azzadín Únah         | 19. dubna 2000     | Angers SCO             |
| Anass Zaroury        | 7. listopadu 2000  | Burnley FC             |
| Ilías Chaír          | 30. října 1997     | Queens Park Rangers FC |
| Zakaríja Abuchlál    | 18. února 2000     | Toulouse FC            |
| Sálim Amallá         | 15. listopadu 1996 | Standard Lutych        |
| Sufján Búfál         | 17. září 1993      | Angers SCO             |
| Bilál Channús        | 10. května 2004    | KRC Genk               |
| Jahjá Džabrání       | 18. června 1991    | Wydad Casablanca       |
| Útočníci             |                    |                        |
| Abdar Razak Hamdallá | 17. prosince 1990  | Al Ittihad FC          |
| Abdal Hamíd Sabirí   | 28. listopadu 1996 | UC Sampdoria           |
| Abde Ezzalzouli      | 17. prosince 2001  | CA Osasuna             |
| Júsuf En-Nesjrí      | 1. června 1997     | Sevilla FC             |
| Valíd Chaddíra       | 22. ledna 1998     | SSC Bari               |

### Chorvatsko
Hlavní trenér:  Zlatko Dalić

| Jméno             | Datum narození     | Klub                     |
| Brankáři          | Brankáři           | Brankáři                 |
| ----------------- | ------------------ | ------------------------ |
| Dominik Livaković | 9. ledna 1995      | GNK Dinamo Záhřeb        |
| Ivo Grbić         | 18. ledna 1996     | Atlético Madrid          |
| Ivica Ivušić      | 1. února 1995      | NK Osijek                |
| Obránci           |                    |                          |
| Josip Stanišić    | 2. dubna 2000      | FC Bayern Mnichov        |
| Borna Barišić     | 10. listopadu 1992 | Rangers FC               |
| Martin Erlić      | 24. ledna 1998     | US Sassuolo Calcio       |
| Dejan Lovren      | 5. července 1989   | FK Zenit Sankt-Petěrburg |
| Borna Sosa        | 21. ledna 1998     | VfB Stuttgart            |
| Joško Gvardiol    | 23. ledna 2002     | RB Leipzig               |
| Domagoj Vida      | 29. dubna 1989     | AEK Athény               |
| Josip Juranović   | 16. srpna 1995     | Celtic FC                |
| Josip Šutalo      | 28. února 2000     | GNK Dinamo Záhřeb        |
| Záložníci         |                    |                          |
| Lovro Majer       | 17. ledna 1998     | Stade Rennais FC         |
| Mateo Kovačić     | 6. května 1994     | Chelsea FC               |
| Luka Modrić -     | 9. září 1985       | Real Madrid              |
| Marcelo Brozović  | 16. listopadu 1992 | FC Inter Milán           |
| Nikola Vlašić     | 4. října 1997      | Turín FC                 |
| Mario Pašalić     | 9. února 1995      | Atalanta BC              |
| Luka Sučić        | 8. září 2002       | FC Red Bull Salzburg     |
| Kristijan Jakić   | 14. května 1997    | Eintracht Frankfurt      |
| Útočníci          |                    |                          |
| Ivan Perišić      | 2. února 1989      | Tottenham Hotspur FC     |
| Andrej Kramarić   | 19. června 1991    | TSG 1899 Hoffenheim      |
| Marko Livaja      | 26. srpna 1993     | HNK Hajduk Split         |
| Bruno Petković    | 16. září 1994      | GNK Dinamo Záhřeb        |
| Ante Budimir      | 22. července 1991  | CA Osasuna               |
| Mislav Oršić      | 29. prosince 1992  | GNK Dinamo Záhřeb        |

## Skupina G

### Brazílie
Hlavní trenér:  Tite

| Jméno              | Datum narození     | Klub                          |
| Brankáři           | Brankáři           | Brankáři                      |
| ------------------ | ------------------ | ----------------------------- |
| Alisson            | 2. října 1992      | Liverpool FC                  |
| Weverton           | 13. prosince 1987  | Sociedade Esportiva Palmeiras |
| Ederson            | 17. srpna 1993     | Manchester City FC            |
| Obránci            |                    |                               |
| Danilo             | 15. července 1991  | Juventus FC                   |
| Thiago Silva -     | 22. září 1984      | Chelsea FC                    |
| Marquinhos         | 14. května 1994    | Paris Saint-Germain FC        |
| Alex Sandro        | 26. ledna 1991     | Juventus FC                   |
| Dani Alves         | 6. května 1983     | Club Universidad Nacional     |
| Éder Militão       | 18. ledna 1998     | Real Madrid                   |
| Alex Telles        | 15. prosince 1992  | Sevilla FC                    |
| Bremer             | 18. března 1997    | Juventus FC                   |
| Záložníci          |                    |                               |
| Casemiro           | 23. února 1992     | Manchester United FC          |
| Lucas Paquetá      | 27. srpna 1997     | West Ham United FC            |
| Fred               | 5. března 1993     | Manchester United FC          |
| Fabinho            | 23. října 1993     | Liverpool FC                  |
| Bruno Guimarães    | 16. listopadu 1997 | Newcastle United FC           |
| Éverton Ribeiro    | 10. dubna 1989     | CR Flamengo                   |
| Útočníci           |                    |                               |
| Richarlison        | 10. května 1997    | Tottenham Hotspur FC          |
| Neymar             | 5. února 1992      | Paris Saint-Germain FC        |
| Raphinha           | 14. prosince 1996  | FC Barcelona                  |
| Gabriel Jesus      | 3. dubna 1997      | Arsenal FC                    |
| Antony             | 24. února 2000     | Manchester United FC          |
| Vinícius Júnior    | 12. července 2000  | Real Madrid                   |
| Rodrygo            | 9. ledna 2001      | Real Madrid                   |
| Pedro              | 20. června 1997    | CR Flamengo                   |
| Gabriel Martinelli | 18. června 2001    | Arsenal FC                    |

### Srbsko
Hlavní trenér:  Dragan Stojković

| Jméno                   | Datum narození     | Klub                 |
| Brankáři                | Brankáři           | Brankáři             |
| ----------------------- | ------------------ | -------------------- |
| Marko Dmitrović         | 24. ledna 1992     | Sevilla FC           |
| Predrag Rajković        | 31. října 1995     | RCD Mallorca         |
| Vanja Milinković-Savić  | 20. února 1997     | Turín FC             |
| Obránci                 |                    |                      |
| Strahinja Pavlović      | 24. května 2001    | FC Red Bull Salzburg |
| Strahinja Eraković      | 22. ledna 2001     | FK Crvena zvezda     |
| Nikola Milenković       | 12. října 1997     | ACF Fiorentina       |
| Miloš Veljković         | 26. září 1995      | Werder Brémy         |
| Stefan Mitrović         | 22. května 1990    | Getafe CF            |
| Srđan Babić             | 22. dubna 1996     | UD Almería           |
| Filip Mladenović        | 15. srpna 1991     | Legia Warszawa       |
| Záložníci               |                    |                      |
| Nemanja Maksimović      | 26. ledna 1995     | Getafe CF            |
| Nemanja Gudelj          | 16. listopadu 1991 | Sevilla FC           |
| Andrija Živković        | 11. července 1996  | PAOK Soluň           |
| Saša Lukić              | 13. srpna 1996     | Turín FC             |
| Filip Kostić            | 1. listopadu 1992  | Juventus FC          |
| Uroš Račić              | 17. března 1998    | SC Braga             |
| Sergej Milinković-Savić | 27. února 1995     | SS Lazio             |
| Darko Lazović           | 15. září 1990      | Hellas Verona FC     |
| Ivan Ilić               | 17. března 2001    | Hellas Verona FC     |
| Marko Grujić            | 13. dubna 1996     | FC Porto             |
| Útočníci                |                    |                      |
| Nemanja Radonjić        | 15. února 1996     | Turín FC             |
| Aleksandar Mitrović     | 16. září 1994      | Fulham FC            |
| Dušan Tadić -           | 20. listopadu 1988 | AFC Ajax             |
| Luka Jović              | 23. prosince 1997  | ACF Fiorentina       |
| Dušan Vlahović          | 28. ledna 2000     | Juventus FC          |
| Filip Đuričić           | 30. ledna 1992     | UC Sampdoria         |

### Švýcarsko
Hlavní trenér:  Murat Yakin

| Jméno               | Datum narození     | Klub                     |
| Brankáři            | Brankáři           | Brankáři                 |
| ------------------- | ------------------ | ------------------------ |
| Yann Sommer         | 17. prosince 1988  | Borussia Mönchengladbach |
| Jonas Omlin         | 10. ledna 1994     | Montpellier HSC          |
| Gregor Kobel        | 6. prosince 1997   | Borussia Dortmund        |
| Philipp Köhn        | 2. dubna 1998      | FC Red Bull Salzburg     |
| Obránci             |                    |                          |
| Edimilson Fernandes | 15. dubna 1996     | 1. FSV Mainz 05          |
| Silvan Widmer       | 5. března 1993     | 1. FSV Mainz 05          |
| Nico Elvedi         | 30. září 1996      | Borussia Mönchengladbach |
| Manuel Akanji       | 19. července 1995  | Manchester City FC       |
| Renato Steffen      | 3. listopadu 1991  | FC Lugano                |
| Ricardo Rodríguez   | 25. srpna 1992     | Turín FC                 |
| Eray Cömert         | 4. února 1998      | Valencia CF              |
| Fabian Schär        | 20. prosince 1991  | Newcastle United FC      |
| Záložníci           |                    |                          |
| Denis Zakaria       | 20. listopadu 1996 | Chelsea FC               |
| Remo Freuler        | 15. dubna 1992     | Nottingham Forest FC     |
| Granit Xhaka -      | 27. září 1992      | Arsenal FC               |
| Michel Aebischer    | 6. ledna 1997      | Bologna FC 1909          |
| Djibril Sow         | 6. února 1997      | Eintracht Frankfurt      |
| Christian Fassnacht | 11. listopadu 1993 | BSC Young Boys           |
| Fabian Frei         | 8. ledna 1989      | FC Basilej               |
| Xherdan Shaqiri     | 10. října 1991     | Chicago Fire             |
| Fabian Rieder       | 16. února 2002     | BSC Young Boys           |
| Ardon Jashari       | 30. července 2002  | FC Luzern                |
| Útočníci            |                    |                          |
| Breel Embolo        | 14. února 1997     | AS Monaco FC             |
| Haris Seferović     | 22. února 1992     | Galatasaray SK           |
| Ruben Vargas        | 5. srpna 1998      | FC Augsburg              |
| Noah Okafor         | 24. května 2000    | FC Red Bull Salzburg     |

### Kamerun
Hlavní trenér:  Rigobert Song

| Jméno                      | Datum narození     | Klub                     |
| Brankáři                   | Brankáři           | Brankáři                 |
| -------------------------- | ------------------ | ------------------------ |
| Simon Ngapandouetnbu       | 12. dubna 2003     | Olympique Marseille      |
| Devis Epassy               | 2. února 1993      | Abha FC                  |
| André Onana                | 2. dubna 1996      | FC Inter Milán           |
| Obránci                    |                    |                          |
| Jerome Ngom Mbekeli        | 30. září 1998      | Colombe Sportive         |
| Nicolas Nkoulou            | 27. března 1990    | Aris Soluň               |
| Christopher Wooh           | 18. září 2001      | Stade Rennais FC         |
| Olivier Mbaissidara Mbaizo | 15. srpna 1997     | Philadelphia Union       |
| Collins Fai                | 13. srpna 1992     | At-Ta'ee SC              |
| Jean-Charles Castelletto   | 26. ledna 1995     | FC Nantes                |
| Enzo Ebosse                | 11. března 1999    | Udinese Calcio           |
| Nouhou Tolo                | 23. června 1997    | Seattle Sounders FC      |
| Záložníci                  |                    |                          |
| Gaël Ondoua                | 4. listopadu 1995  | Hannover 96              |
| Georges-Kévin Nkoudou      | 13. února 1995     | Beşiktaş JK              |
| André-Frank Zambo Anguissa | 16. listopadu 1995 | SSC Neapol               |
| Samuel Gouet               | 14. prosince 1997  | KV Mechelen              |
| Pierre Kunde               | 26. července 1995  | Olympiakos Pireus        |
| Martin Hongla              | 16. března 1998    | Hellas Verona FC         |
| Olivier Ntcham             | 9. února 1996      | Swansea City AFC         |
| Souaibou Marou             | 3. prosince 2000   | Coton Sport FC de Garoua |
| Útočníci                   |                    |                          |
| Nicolas Moumi Ngamaleu     | 9. července 1994   | FK Dynamo Moskva         |
| Jean-Pierre Nsame          | 1. května 1993     | BSC Young Boys           |
| Vincent Aboubakar -        | 22. ledna 1992     | Al-Nassr FC              |
| Christian Bassogog         | 18. října 1995     | Šanghaj Šen-chua         |
| Karl Toko Ekambi           | 14. září 1992      | Olympique Lyon           |
| Eric Maxim Choupo-Moting   | 23. března 1989    | FC Bayern Mnichov        |
| Bryan Mbeumo               | 7. srpna 1999      | Brentford FC             |

## Skupina H

### Portugalsko
Hlavní trenér:  Fernando Santos

| Jméno               | Datum narození     | Klub                       |
| Brankáři            | Brankáři           | Brankáři                   |
| ------------------- | ------------------ | -------------------------- |
| Rui Patrício        | 15. února 1988     | AS Řím                     |
| José Sá             | 17. ledna 1993     | Wolverhampton Wanderers FC |
| Diogo Costa         | 19. září 1999      | FC Porto                   |
| Obránci             |                    |                            |
| Diogo Dalot         | 18. března 1999    | Manchester United FC       |
| Pepe                | 26. února 1983     | FC Porto                   |
| Rúben Dias          | 14. května 1997    | Manchester City FC         |
| Raphaël Guerreiro   | 22. prosince 1993  | Borussia Dortmund          |
| Danilo Pereira      | 9. září 1991       | Paris Saint-Germain FC     |
| Nuno Mendes         | 19. června 2002    | Paris Saint-Germain FC     |
| João Cancelo        | 27. května 1994    | Manchester City FC         |
| António Silva       | 30. října 2003     | Benfica Lisabon            |
| Záložníci           |                    |                            |
| João Palhinha       | 9. července 1995   | Fulham FC                  |
| Bruno Fernandes     | 8. září 1994       | Manchester United FC       |
| William Carvalho    | 7. dubna 1992      | Real Betis                 |
| Vitinha             | 13. února 2000     | Paris Saint-Germain FC     |
| João Mário          | 19. ledna 1993     | Benfica Lisabon            |
| Rúben Neves         | 13. března 1997    | Wolverhampton Wanderers FC |
| Matheus Nunes       | 27. srpna 1998     | Wolverhampton Wanderers FC |
| Otávio              | 9. února 1995      | FC Porto                   |
| Útočníci            |                    |                            |
| Cristiano Ronaldo - | 5. února 1985      | Manchester United FC       |
| André Silva         | 6. listopadu 1995  | RB Leipzig                 |
| Bernardo Silva      | 10. srpna 1994     | Manchester City FC         |
| João Félix          | 10. listopadu 1999 | Atlético Madrid            |
| Rafael Leão         | 10. června 1999    | AC Milán                   |
| Ricardo Horta       | 15. září 1994      | SC Braga                   |
| Gonçalo Ramos       | 20. června 2001    | Benfica Lisabon            |

### Ghana
Hlavní trenér:  Otto Addo

| Jméno                 | Datum narození     | Klub                      |
| Brankáři              | Brankáři           | Brankáři                  |
| --------------------- | ------------------ | ------------------------- |
| Lawrence Ati-Zigi     | 29. listopadu 1996 | FC St. Gallen             |
| Ibrahim Danlad        | 2. prosince 2002   | Asante Kotoko SC          |
| Abdul Manaf Nurudeen  | 8. února 1999      | KAS Eupen                 |
| Obránci               |                    |                           |
| Tariq Lamptey         | 30. září 2000      | Brighton & Hove Albion FC |
| Denis Odoi            | 27. května 1988    | Club Brugge KV            |
| Mohammed Salisu       | 17. dubna 1999     | Southampton FC            |
| Gideon Mensah         | 18. července 1998  | AJ Auxerre                |
| Joseph Aidoo          | 29. září 1995      | Celta de Vigo             |
| Abdul Rahman Baba     | 2. července 1994   | Reading FC                |
| Daniel Amartey        | 21. prosince 1994  | Leicester City FC         |
| Alexander Djiku       | 9. srpna 1994      | RC Strasbourg Alsace      |
| Alidu Seidu           | 4. června 2000     | Clermont Foot             |
| Záložníci             |                    |                           |
| Thomas Partey         | 13. června 1993    | Arsenal FC                |
| Elisha Owusu          | 7. listopadu 1997  | KAA Gent                  |
| Abdul Fatawu Issahaku | 8. března 2004     | Sporting CP               |
| Daniel-Kofi Kyereh    | 8. března 1996     | SC Freiburg               |
| Osman Bukari          | 13. prosince 1998  | FK Crvena zvezda          |
| Daniel Afriyie        | 26. června 2001    | Accra Hearts of Oak SC    |
| Mohammed Kudus        | 2. srpna 2000      | AFC Ajax                  |
| Salis Abdul Samed     | 26. března 2000    | RC Lens                   |
| Kamaldeen Sulemana    | 15. února 2002     | Stade Rennais FC          |
| Kamal Sowah           | 9. ledna 2000      | Club Brugge KV            |
| Útočníci              |                    |                           |
| Jordan Ayew           | 11. září 1991      | Crystal Palace FC         |
| André Ayew -          | 17. prosince 1989  | Al-Sadd SC                |
| Iñaki Williams        | 15. června 1994    | Athletic Bilbao           |
| Antoine Semenyo       | 7. ledna 2000      | Bristol City FC           |

### Uruguay
Hlavní trenér:  Diego Alonso

| Jméno                  | Datum narození    | Klub                 |
| Brankáři               | Brankáři          | Brankáři             |
| ---------------------- | ----------------- | -------------------- |
| Fernando Muslera       | 16. června 1986   | Galatasaray SK       |
| Sebastián Sosa         | 19. srpna 1986    | CA Independiente     |
| Sergio Rochet          | 23. března 1993   | Nacional Montevideo  |
| Obránci                |                   |                      |
| José María Giménez     | 20. ledna 1995    | Atlético Madrid      |
| Diego Godín -          | 16. února 1986    | CA Vélez Sarsfield   |
| Ronald Araújo          | 7. března 1999    | FC Barcelona         |
| Guillermo Varela       | 24. března 1993   | CR Flamengo          |
| Mathías Olivera        | 31. října 1997    | SSC Neapol           |
| Matías Viña            | 9. listopadu 1997 | AS Řím               |
| Sebastián Coates       | 7. října 1990     | Sporting CP          |
| Martín Cáceres         | 7. dubna 1987     | Los Angeles Galaxy   |
| José Luis Rodríguez    | 14. března 1997   | Nacional Montevideo  |
| Záložníci              |                   |                      |
| Matías Vecino          | 24. srpna 1991    | SS Lazio             |
| Rodrigo Bentancur      | 25. června 1997   | Tottenham Hotspur FC |
| Nicolás de la Cruz     | 1. června 1997    | CA River Plate       |
| Giorgian de Arrascaeta | 1. června 1994    | CR Flamengo          |
| Lucas Torreira         | 11. února 1996    | Galatasaray SK       |
| Federico Valverde      | 22. července 1998 | Real Madrid          |
| Agustín Canobbio       | 1. října 1998     | CA Paranaense        |
| Manuel Ugarte          | 11. dubna 2001    | Sporting CP          |
| Útočníci               |                   |                      |
| Facundo Pellistri      | 20. prosince 2001 | Manchester United FC |
| Luis Suárez            | 24. ledna 1987    | Nacional Montevideo  |
| Darwin Núñez           | 24. června 1999   | Liverpool FC         |
| Maxi Gómez             | 14. srpna 1996    | Trabzonspor          |
| Facundo Torres         | 13. dubna 2000    | Orlando City SC      |
| Edinson Cavani         | 14. února 1987    | Valencia CF          |

### Jižní Korea
Hlavní trenér:  Paulo Bento

| Jméno           | Datum narození     | Klub                       |
| Brankáři        | Brankáři           | Brankáři                   |
| --------------- | ------------------ | -------------------------- |
| Kim Sung-kju    | 30. září 1990      | Aš-Šabab FC                |
| Song Pom-kun    | 15. října 1997     | Čonbuk Hyundai Motors      |
| Čche Hjon-u     | 25. září 1991      | Ulsan HD FC                |
| Obránci         |                    |                            |
| Jun Čong-kjo    | 20. března 1998    | FC Seoul                   |
| Kim Čin-su      | 13. června 1992    | Čonbuk Hyundai Motors      |
| Kim Min-dže     | 15. listopadu 1996 | SSC Neapol                 |
| Hong Čchol      | 17. září 1990      | Tegu FC                    |
| Kim Mun-hwan    | 1. srpna 1995      | Čonbuk Hyundai Motors      |
| Kim Jong-kwon   | 27. února 1990     | Ulsan HD FC                |
| Kwon Kjong-won  | 31. ledna 1992     | Gamba Ósaka                |
| Kim Tche-hwan   | 24. července 1989  | Ulsan HD FC                |
| Čo Jo-min       | 17. listopadu 1996 | Tedžon Hana Citizen FC     |
| Záložníci       |                    |                            |
| Čong U-jong     | 14. prosince 1989  | Al-Sadd SC                 |
| Hwang In-pom    | 20. září 1996      | Olympiakos Pireus          |
| Son Hung-min -  | 8. července 1992   | Tottenham Hotspur FC       |
| Pak Sung-ho     | 17. března 1997    | Čonbuk Hyundai Motors      |
| I Če-song       | 10. srpna 1992     | 1. FSV Mainz 05            |
| Son Čon-ho      | 12. května 1992    | Šan-tung Lu-neng Tchaj-šan |
| Na Sang-ho      | 12. srpna 1996     | FC Seoul                   |
| I Kang-in       | 19. února 2001     | RCD Mallorca               |
| Kwon Čchang-hun | 30. června 1994    | Kimčchon Sangmu FC         |
| Čong U-jong     | 20. září 1999      | SC Freiburg                |
| Song Min-kjo    | 12. září 1999      | Čonbuk Hyundai Motors      |
| Útočníci        |                    |                            |
| Čo Ku-song      | 10. května 1997    | Čonbuk Hyundai Motors      |
| Hwang Hi-čchan  | 5. února 1992      | Wolverhampton Wanderers FC |
| Hwang I-čo      | 14. prosince 1996  | Olympiakos Pireus          |